# وزنه‌برداری در ارمنستان

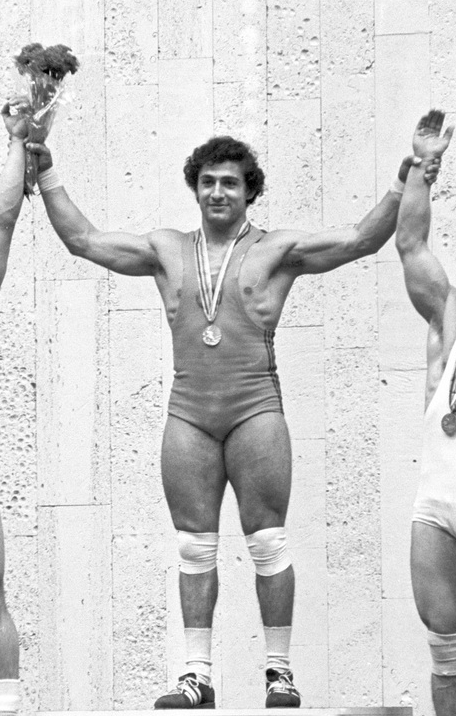
قهرمان جهانی و المپیکی یوری واردانیان is considered the greatest Armenian weightlifter of all time.

در اواخر دهه ۱۹۲۰ میلادی ورزش وزنه‌برداری در ارمنستان معرفی شد و به‌طور گسترده‌ای پس از جنگ جهانی دوم تمرین شد. امروز یکی از پرطرفداران‌ترین ورزش‌ها در ارمنستان محسوب می‌شود. نخستین وزنه‌برداران ارمنستان شوروی در دهه ۱۹۷۰ در صحنه‌های بین‌المللی حضورهای موفقی داشتند. واردان میلیتوسیان در بازی‌های المپیک تابستانی ۱۹۷۶ برنده یک مدال نقره شد و دیرتر یوری واردانیان تا اواخر دهه ۱۹۷۰ و اوایل دهه ۱۹۸۰ میلادی قهرمان قهرمان اروپا، قهرمان جهان و بازی‌های المپیک شد. 
دومین شهر پرجمعیت ارمنستان، گیومری با جمعیتی حدود ۱۵۰۰۰۰ تن با معرفی تعداد زیادی وزنه‌بردار برجسته شناخته شده‌است قهرمانان وزنه‌برداری اروپا و جهان از جمله: یوری واردانیان، ایسرائل میلیتوسیان، گوورگ داوتیان، تیگران گوورگ مارتیروسیان و نازیک آودالیان.

## نام
ورزش وزنه‌برداری با عنوان تسانرامارت (ծանրամարտ tsanramart) شناخته می‌شود که ترکیبی است از تسانر «وزین» (ծանր tsanr) و مارت «نبرد».

### دوره شوروی

اوگسن میرزویان (ایستاده چپ)، یوری واردانیان (وسط راست) و یوریک سارکیسیان (نفر راست) وزنه‌برداران سرشناس دهه ۸۰–۱۹۷۰ اهل ارمنستان

### ارمنستان مستقل

لوگوی فدراسیون وزنه‌برداری ارمنستان

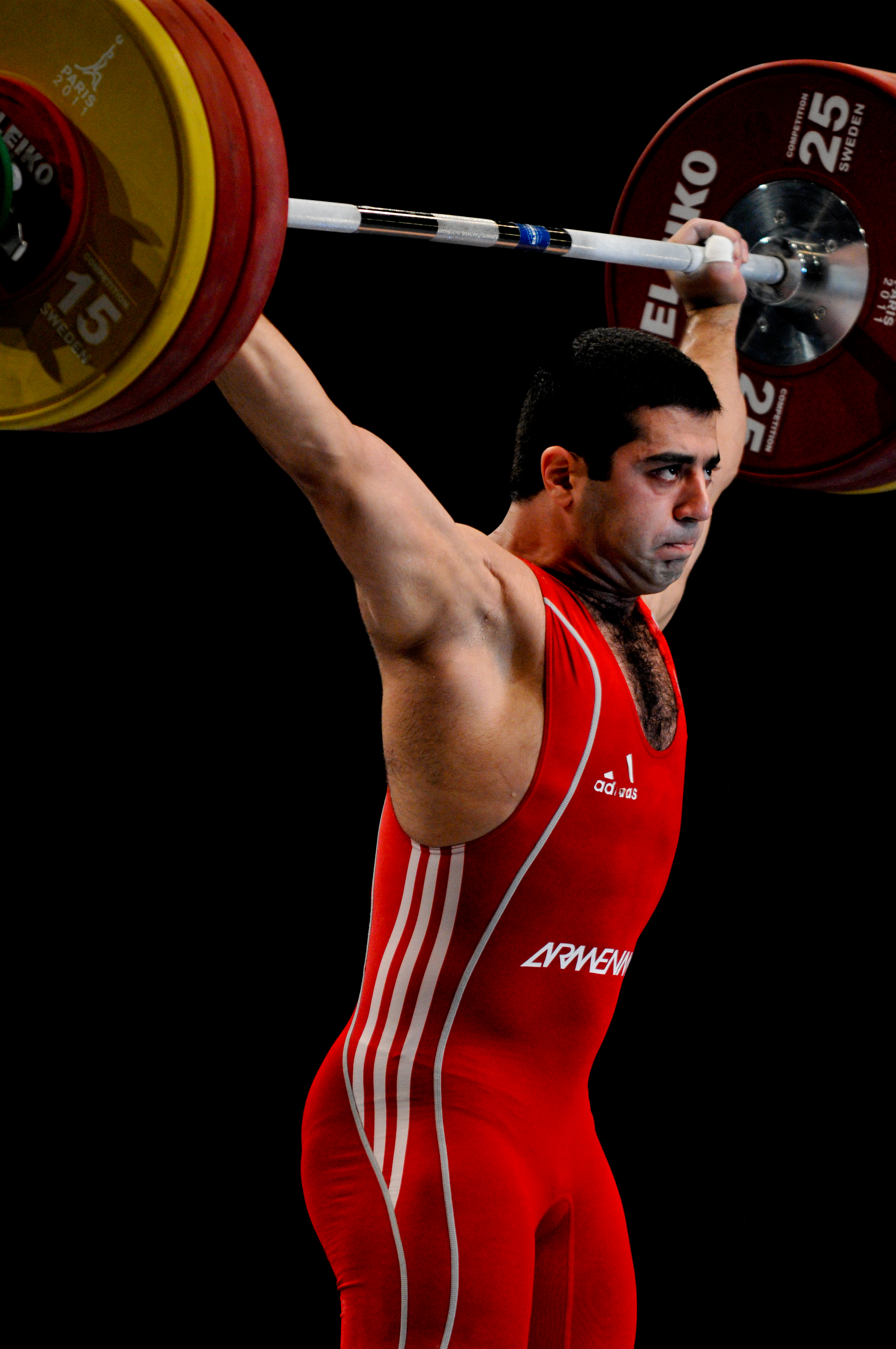
تیگران گوورگ مارتیروسیان، قهرمان اروپا و جهان و برنده مدال برنز المپیک
وزنه‌برداری ارمنستان

## آمارها

### بازی‌های المپیک
| بازی‌ها             | نام                       | کلاس         | مدال        | Ref         |
| اتحاد شوروی        | اتحاد شوروی               | اتحاد شوروی  | اتحاد شوروی | اتحاد شوروی |
| ------------------ | ------------------------- | ------------ | ----------- | ----------- |
| ۱۹۷۶ مونترال       | واردان میلیتوسیان         | ۷۵ کیلوگرم   | نقره        | [ ۱۰ ]      |
| ۱۹۸۰ مسکو          | یوریک سارکیسیان           | ۵۶ کیلوگرم   | نقره        | [ ۱۱ ]      |
| ۱۹۸۰ مسکو          | یوری واردانیان            | ۸۲٫۵ کیلوگرم | طلا         | [ ۱۲ ]      |
| ۱۹۸۸ سئول          | اوگسن میرزویان            | ۵۶ کیلوگرم   | طلا         | [ ۱۳ ]      |
| ۱۹۸۸ سئول          | ایسرائل میلیتوسیان        | ۱۹۸۸ سئول    | نقره        | [ ۱۴ ]      |
| تیم متحد           |                           |              |             |             |
| ۱۹۹۲ بارسلون       | ایسرائل میلیتوسیان        | ۶۷٫۵ کیلوگرم | طلا         | [ ۱۴ ]      |
| ارمنستان           |                           |              |             |             |
| ۲۰۰۰ سیدنی         | آرسن ملیکیان              | ۷۷ کیلوگرم   | برنز        | [ ۱۵ ]      |
| ۲۰۰۸ پکن           | تیگران گوورگ مارتیروسیان  | ۶۹ کیلوگرم   | برنز        | [ ۱۶ ]      |
| ۲۰۰۸ پکن           | گوورگ داوتیان             | ۷۷ کیلوگرم   | برنز        | [ ۱۷ ]      |
| ۲۰۰۸ پکن           | تیگران وارطان مارتیروسیان | ۸۵ کیلوگرم   | برنز        | [ ۱۸ ]      |
| ۲۰۱۶ ریو دو ژانیرو | سیمون مارتیروسیان         | ۱۰۵ کیلوگرم  | نقره        |             |
| ۲۰۱۶ ریو دو ژانیرو | گور میناسیان              | ۱۰۵+ کیلوگرم | برنز        |             |

| بازی‌ها    | ورزشکار            | کلاس        | مدال | Ref    |
| --------- | ------------------ | ----------- | ---- | ------ |
| ۲۰۱۲ لندن | هریپسیمه خورشودیان | +۷۵ کیلوگرم | برنز | [ ۱۹ ] |

### قهرمانی جهان
| سال                | ورزشکار                   | کلاس         | مقام        | Ref         |
| اتحاد شوروی        | اتحاد شوروی               | اتحاد شوروی  | اتحاد شوروی | اتحاد شوروی |
| ------------------ | ------------------------- | ------------ | ----------- | ----------- |
| ۱۹۵۹ ورشو          | هاکوب فارادژیان           | ۶۷٫۵ کیلوگرم | نقره        |             |
| ۱۹۷۷ اشتوتگارت     | یوری واردانیان            | ۷۵ کیلوگرم   | طلا         |             |
| ۱۹۷۸ گتیزبرگ       | واردان میلیتوسیان         | ۷۵ کیلوگرم   | نقره        |             |
| ۱۹۷۸ گتیزبرگ       | یوری واردانیان            | ۸۲٫۵ کیلوگرم | طلا         |             |
| ۱۹۷۹ سالونیک       | یوری واردانیان            | ۸۲٫۵ کیلوگرم | طلا         |             |
| ۱۹۸۱ لیل           | یوریک سارکیسیان           | ۶۰ کیلوگرم   | برنز        |             |
| ۱۹۸۱ لیل           | یوری واردانیان            | ۸۲٫۵ کیلوگرم | طلا         |             |
| ۱۹۸۲ لیوبلیانا     | اوگسن میرزویان            | ۵۶ کیلوگرم   | نقره        |             |
| ۱۹۸۲ لیوبلیانا     | یوریک سارکیسیان           | ۶۰ کیلوگرم   | طلا         |             |
| ۱۹۸۲ لیوبلیانا     | یوری واردانیان            | ۹۰ کیلوگرم   | نقره        |             |
| ۱۹۸۳ مسکو          | اوگسن میرزویان            | ۵۶ کیلوگرم   | طلا         |             |
| ۱۹۸۳ مسکو          | یوریک سارکیسیان           | ۶۰ کیلوگرم   | نقره        |             |
| ۱۹۸۳ مسکو          | یوری واردانیان            | ۸۲٫۵ کیلوگرم | طلا         |             |
| ۱۹۸۵ سودتلیا       | اوگسن میرزویان            | ۵۶ کیلوگرم   | نقره        |             |
| ۱۹۸۵ سودتلیا       | یوریک سارکیسیان           | ۶۰ کیلوگرم   | نقره        |             |
| ۱۹۸۵ سودتلیا       | یوری واردانیان            | ۸۲٫۵ کیلوگرم | طلا         |             |
| ۱۹۸۶ صوفیه         | اوگسن میرزویان            | ۵۶ کیلوگرم   | برنز        |             |
| ۱۹۸۷ استراوا       | یوریک سارکیسیان           | ۶۰ کیلوگرم   | نقره        |             |
| ۱۹۸۷ استراوا       | اوگسن میرزویان            | ۶۰ کیلوگرم   | برنز        |             |
| ۱۹۸۹ آتن           | ایسرائل میلیتوسیان        | ۶۷٫۵ کیلوگرم | طلا         |             |
| ۱۹۹۱ دوناشینگن     | یوریک سارکیسیان           | ۶۰ کیلوگرم   | نقره        |             |
| ۱۹۹۱ دوناشینگن     | یوریک سارکیسیان           | ۶۷٫۵ کیلوگرم | نقره        |             |
| ارمنستان           |                           |              |             |             |
| ۱۹۹۳ ملبورن        | یوریک سارکیسیان           | ۶۴ کیلوگرم   | برنز        | [ ۲۰ ]      |
| ۱۹۹۴ استانبول      | سرگو چاخویان              | ۸۳ کیلوگرم   | نقره        | [ ۲۱ ]      |
| ۱۹۹۵ گوانگ‌ژو       | آلکساندر کاراپتیان        | ۹۱ کیلوگرم   | نقره        | [ ۲۲ ]      |
| ۱۹۹۸ لاختی         | آرا واردانیان             | +۱۰۵ کیلوگرم | نقره        | [ ۲۳ ]      |
| ۲۰۰۶ سانتو دومینگو | آرا خاچاطوریان            | ۷۷ کیلوگرم   | برنز        | [ ۲۴ ]      |
| ۲۰۰۶ سانتو دومینگو | تیگران وارطان مارتیروسیان | ۸۵ کیلوگرم   | برنز        | [ ۲۵ ]      |
| ۲۰۰۷ چیانگ مای     | گوورگ داوتیان             | ۷۷ کیلوگرم   | نقره        | [ ۲۶ ]      |
| ۲۰۰۹ گویانگ        | آراکل میرزویان            | ۶۹ کیلوگرم   | نقره        | [ ۲۷ ]      |
| ۲۰۰۹ گویانگ        | تیگران گوورگ مارتیروسیان  | ۷۷ کیلوگرم   | نقره        | [ ۲۸ ]      |
| ۲۰۱۰ آنتالیا       | تیگران گوورگ مارتیروسیان  | ۷۷ کیلوگرم   | طلا         | [ ۲۹ ]      |

| سال               | ورزشکار            | کلاس       | مقام | Ref    |
| ----------------- | ------------------ | ---------- | ---- | ------ |
| ۲۰۰۶ سانتو دمینگو | ملینه دالوزیان     | ۶۳ کیلوگرم | برنز | [ ۳۰ ] |
| ۲۰۰۹ گویانگ       | نازیک آودالیان     | ۶۹ کیلوگرم | طلا  | [ ۳۱ ] |
| ۲۰۰۹ گویانگ       | هریپسیمه خورشودیان | ۷۵ کیلوگرم | برنز | [ ۳۱ ] |
| 2010 آنتالیا      | ملینه دالوزیان     | ۶۹ کیلوگرم | برنز | [ ۳۲ ] |

### قهرمانی اروپا
| سال                    | ورزشکار                   | کلاس         | مقام | Ref    |
| ---------------------- | ------------------------- | ------------ | ---- | ------ |
| ۱۹۹۴ سکلو              | خاچاطور کیاپاناکتسیان     | ۷۶ کیلوگرم   | نقره | [ ۳۳ ] |
| ۱۹۹۵ ورشو              | خاچاطور کیاپاناکتسیان     | ۷۶ کیلوگرم   | نقره | [ ۳۴ ] |
| ۱۹۹۵ ورشو              | هوهانس بارسقیان           | ۷۶ کیلوگرم   | برنز | [ ۳۴ ] |
| ۱۹۹۵ ورشو              | آلکساندر کاراپتیان        | ۹۱ کیلوگرم   | برنز | [ ۳۵ ] |
| ۱۹۹۸ ریزا              | خاچاطور کیاپاناکتسیان     | ۷۷ کیلوگرم   | برنز | [ ۳۶ ] |
| ۱۹۹۸ ریزا              | آرا واردانیان             | +۱۰۵ کیلوگرم | برنز | [ ۳۷ ] |
| ۱۹۹۹ لاکرونیا          | آشوت دانیلیان             | +۱۰۵ کیلوگرم | طلا  | [ ۳۸ ] |
| ۲۰۰۰ صوفیه             | آشوت دانیلیان             | +۱۰۵ کیلوگرم | طلا  | [ ۳۹ ] |
| ۲۰۰۱ ترنچین            | هوهانس آمریان             | ۷۷ کیلوگرم   | نقره | [ ۴۰ ] |
| ۲۰۰۱ ترنچین            | هاکوب پیلوسیان            | ۹۴ کیلوگرم   | برنز | [ ۴۱ ] |
| ۲۰۰۳ لوتراکی           | آشوت دانیلیان             | +۱۰۵ کیلوگرم | نقره | [ ۴۲ ] |
| ۲۰۰۵ صوفیه             | آرسن ملیکیان              | ۸۵ کیلوگرم   | برنز | [ ۴۳ ] |
| ۲۰۰۵ صوفیه             | آشوت دانیلیان             | +۱۰۵ کیلوگرم | برنز | [ ۴۴ ] |
| ۲۰۰۶ ووادیسواوووو      | آرمن قازاریان             | ۶۹ کیلوگرم   | برنز | [ ۴۵ ] |
| ۲۰۰۶ ووادیسواوووو      | گوورگ داوتیان             | ۷۷ کیلوگرم   | طلا  | [ ۴۶ ] |
| ۲۰۰۷ استراسبورگ        | تیگران گوورگ مارتیروسیان  | ۶۹ کیلوگرم   | نقره | [ ۴۷ ] |
| ۲۰۰۷ استراسبورگ        | گوورگ داوتیان             | ۷۷ کیلوگرم   | طلا  | [ ۴۸ ] |
| ۲۰۰۷ استراسبورگ        | آرا خاچاتریان             | ۷۷ کیلوگرم   | نقره | [ ۴۸ ] |
| ۲۰۰۸ لینیانو سابیادورو | تیگران گوورگ مارتیروسیان  | ۶۹ کیلوگرم   | طلا  | [ ۴۹ ] |
| ۲۰۰۸ لینیانو سابیادورو | آرا خاچاتریان             | ۷۷ کیلوگرم   | نقره | [ ۵۰ ] |
| ۲۰۰۸ لینیانو سابیادورو | تیگران وارطان مارتیروسیان | ۸۵ کیلوگرم   | طلا  | [ ۵۱ ] |
| ۲۰۰۹ بخارست            | آراکل میرزویان            | ۶۹ کیلوگرم   | طلا  | [ ۵۲ ] |
| ۲۰۱۰ مینسک             | سمبات مارگاریان           | ۵۶ کیلوگرم   | نقره | [ ۵۳ ] |
| ۲۰۱۰ مینسک             | تیگران گوورگ مارتیروسیان  | ۷۷ کیلوگرم   | طلا  | [ ۵۴ ] |
| ۲۰۱۰ مینسک             | گووریک پوغوسیان           | ۸۵ کیلوگرم   | طلا  | [ ۵۵ ] |
| ۲۰۱۰ مینسک             | آرا خاچاتریان             | ۸۵ کیلوگرم   | نقره | [ ۵۵ ] |
| ۲۰۱۰ مینسک             | روبن آلکسانیان            | +۱۰۵ کیلوگرم | نقره | [ ۵۶ ] |
| ۲۰۱۱ کازان             | آرائیک میرزویان           | ۷۷ کیلوگرم   | نقره | [ ۵۷ ] |
| ۲۰۱۴ تل‌آویو            | سمبات مارگاریان           | ۵۶ کیلوگرم   | برنز | [ ۵۸ ] |
| ۲۰۱۴ تل‌آویو            | وانیک آوتیسیان            | ۶۹ کیلوگرم   | نقره | [ ۵۸ ] |
| ۲۰۱۴ تل‌آویو            | روبن آلکسانیان            | +۱۰۵ کیلوگرم | نقره | [ ۵۸ ] |
| ۲۰۱۵ تفلیس             | سمبات مارگاریان           | ۵۶ کیلوگرم   | نقره | [ ۵۹ ] |
| ۲۰۱۵ تفلیس             | تیگران گوورگ مارتیروسیان  | ۷۷ کیلوگرم   | طلا  | [ ۵۹ ] |
| ۲۰۱۵ تفلیس             | آندرانیک کاراپتیان        | ۷۷ کیلوگرم   | نقره | [ ۵۹ ] |
| ۲۰۱۶ فورده             | آندرانیک کاراپتیان        | ۷۷ کیلوگرم   | طلا  |        |
| ۲۰۱۶ فورده             | تیگران گوورگ مارتیروسیان  | ۷۷ کیلوگرم   | نقره |        |
| ۲۰۱۶ فورده             | گور میناسیان              | +۱۰۵ کیلوگرم | نقره |        |
| ۲۰۱۶ فورده             | سیمون مارتیروسیان         | ۱۰۵ کیلوگرم  | برنز |        |

| سال                    | ورزشکار            | کلاس         | مقام | Ref    |
| ---------------------- | ------------------ | ------------ | ---- | ------ |
| ۲۰۰۶ ووادیسواوووو      | هریپسیمه خورشودیان | ۷۵ کیلوگرم   | نقره | [ ۶۰ ] |
| ۲۰۰۷ استراسبورگ        | ملینه دالوزیان     | ۶۳ کیلوگرم   | طلا  | [ ۶۱ ] |
| ۲۰۰۷ استراسبورگ        | نازیک آودالیان     | ۶۹ کیلوگرم   | نقره | [ ۶۱ ] |
| ۲۰۰۷ استراسبورگ        | هریپسیمه خورشودیان | ۷۵ کیلوگرم   | طلا  | [ ۶۱ ] |
| ۲۰۰۸ لینیانو سابیادورو | ملینه دالوزیان     | ۶۳ کیلوگرم   | طلا  | [ ۶۲ ] |
| ۲۰۰۸ لینیانو سابیادورو | نازیک آودالیان     | ۶۹ کیلوگرم   | طلا  | [ ۶۲ ] |
| ۲۰۰۹ بخارست            | نازیک آودالیان     | ۶۹ کیلوگرم   | نقره | [ ۶۳ ] |
| ۲۰۰۹ بخارست            | هریپسیمه خورشودیان | ۷۵ کیلوگرم   | نقره | [ ۶۳ ] |
| ۲۰۱۰ مینسک             | ملینه دالوزیان     | ۶۹ کیلوگرم   | نقره | [ ۶۴ ] |
| ۲۰۱۰ مینسک             | هریپسیمه خورشودیان | ۷۵ کیلوگرم   | برنز | [ ۶۴ ] |
| ۲۰۱۱ کازان             | هریپسیمه خورشودیان | + ۷۵ کیلوگرم | نقره | [ ۶۵ ] |
| ۲۰۱۶ فورده             | نازیک آودالیان     | ۶۹ کیلوگرم   | طلا  |        |
| ۲۰۱۶ فورده             | هریپسیمه خورشودیان | +۷۵ کیلوگرم  | طلا  |        |

## بانک اطلاعاتی وزنه‌برداران
- «International Weightlifting Federation».
- «-». los.deportes.info.
- https://www.iat.uni-leipzig.de/datenbanken/dbgwh/start.php
- https://www.iwf.net/results/athletes/?athlete_name=&athlete_gender=all&athlete_nation=ARM&x=5&y=9
- https://www.iwf.net/new_bw/results_by_events/?athlete_name=&athlete_gender=all&athlete_nation=ARM&x=18&y=8
- http://iwrp.net/index.php?option=com_cwyniki&view=statystyka&plec=m&id_typ_zawodow=3&id_federacja=0&id_kraj=2&id_kategoria_wiekowa=0&id_kategoria_wagowa=0&rok=2019&order=dwuboj&liczba=50